# Фигуровский, Иринарх Алексеевич
Иринарх Алексеевич Фигуровский (25 июня 1915, Гусь-Мальцевский, Владимирская губерния — 5 ноября 2000, Гусь-Хрустальный, Владимирская область) — советский хозяйственный, государственный и политический деятель.

## Биография
Родился в 1915 году в Гусь-Хрустальном. Член КПСС.
С 1939 года — на хозяйственной, общественной и политической работе. В 1939—1986 гг. — начальник смены в одном из сернокислотных цехов Воскресенского химического комбината, участник Великой Отечественной войны, заместитель начальника, начальник термосно-ампульного цеха, начальник механизированного производства по освоению и выработке тонкостенных стаканов, главный инженер Гусёвского хрустального завода.
Делегат XXIII съезда КПСС.
За разработку и внедрение в производство сортовой посуды способом непрерывной варки и выработки изделий из свинцового хрусталя и цветных стекол, окрашенных окислами редкоземельных элементов был в составе коллектива удостоен Государственной премии СССР в области науки и техники 1971 года.
Умер в Гусь-Хрустальном в 2000 году.